# Machsanei HaShuk

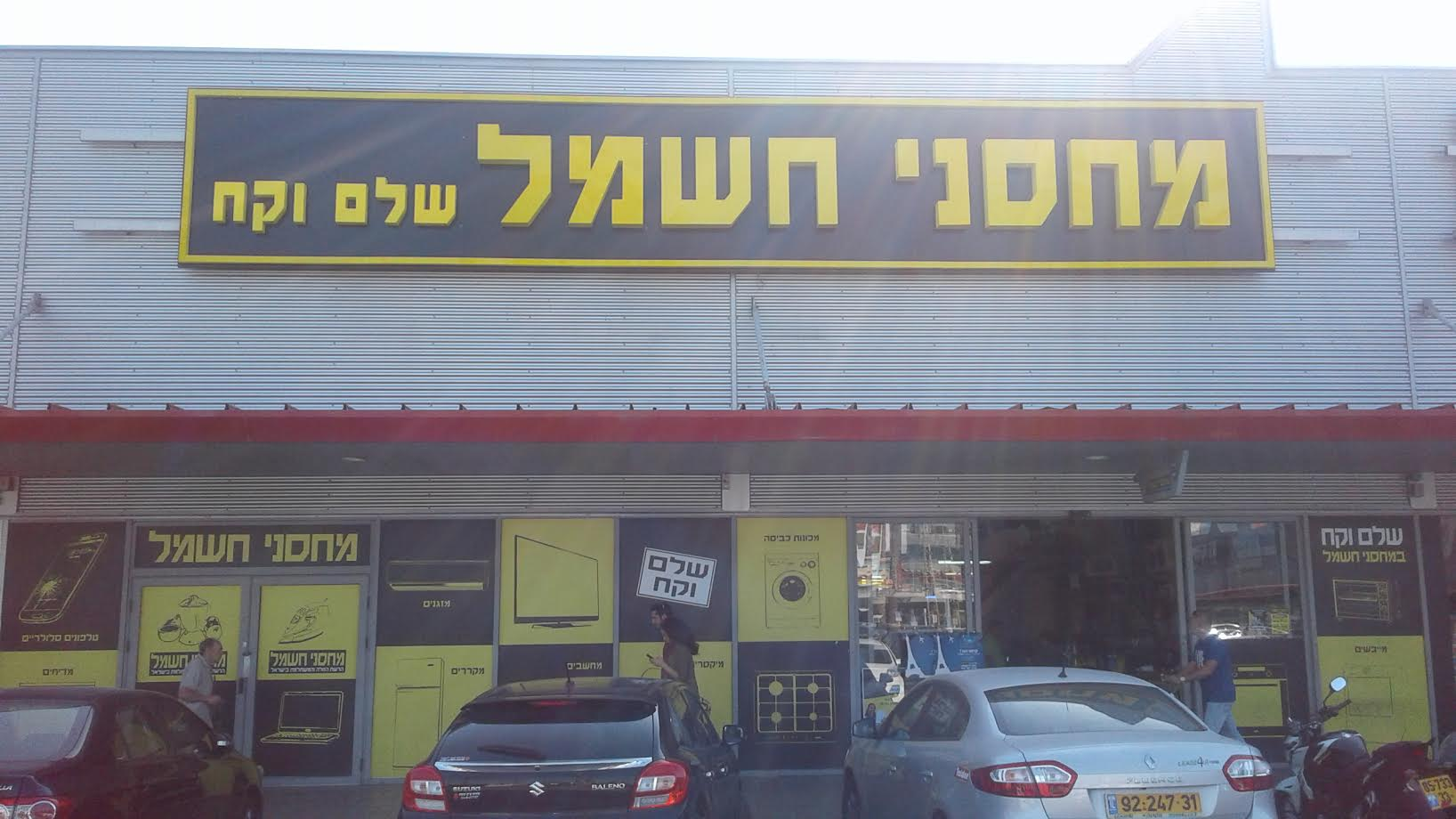
Filiale Machsanei HaSchuk

Die C.N. Machsaney Hashuk Ltd. (hebräisch מַחְסְנֵי הַשּׁוּק בָּעָ״מ Machsənej haSchūq BaʿAM, deutsch ‚Läger des Marktes GmbH‘) ist eine israelische Lebensmitteleinzelhandelkette. Das Unternehmen, das sich im Eigentum der Familien Naʿaman und Cohen befindet, wurde 1996 gegründet und verfügte 2023 über 63 Filialen in ganz Israel. Machsanei HaShuk beschäftigte 2023 rund 3.000 Mitarbeiter und erwirtschaftete einen Jahresumsatz von fast 2,2 Mrd. NIS. Im Jahre 2023 war Machsaney Hashuk der siebtgrösste Lebensmitteleinzelhändler Israels.

## Geschichte
Die Familie Naʿaman wanderte 1972 aus Tunesien nach Israel ein und eröffnete in Beʾer Scheva einen kleinen Lebensmittelladen inmitten eines Wohnviertels. Im Jahr 1996 schlossen sich die Familien Naʿaman und Cohen zusammen und eröffneten gemeinsam die erste Filiale von Machsanei HaShuk im Rechov Beit Eschel (Beit-Eschel-Straße) in Beʾer Scheva. Im Laufe der Jahre wuchs die Kette und eröffnete neue Filialen in Lehavim, Ofaqim, Dimona, Tiberias, Safed, Ramat Gan, Qirjat Ata, Qirjat Malʾachi, ʿEin Jahav, Aschdod, Qirjat Gat und Eilat. Im Jahr 2019 erwarb sie die CoopShop-Kette, wodurch sie 40 weitere Filialen erhielt und zu einer größeren Lebensmittelkette Israels wurde. Mitglieder der Familien sind in Schlüsselpositionen in der Zentrale und im Außendienst tätig.

## Sonstiges
Für Stammkunden gibt es eine Mitgliedschaft, bei der jede Woche ausgewählte Produkte rabattiert werden. Hiervon machen rund 400.000 eingetragene Mitglieder Gebrauch. In einigen Filialen gibt es Synagogen mit Mikwe, damit Kunden während ihres Einkaufs beten können. Die Kette verfügt über umfassende Koscher-Zertifikate.